# Gangnam Style

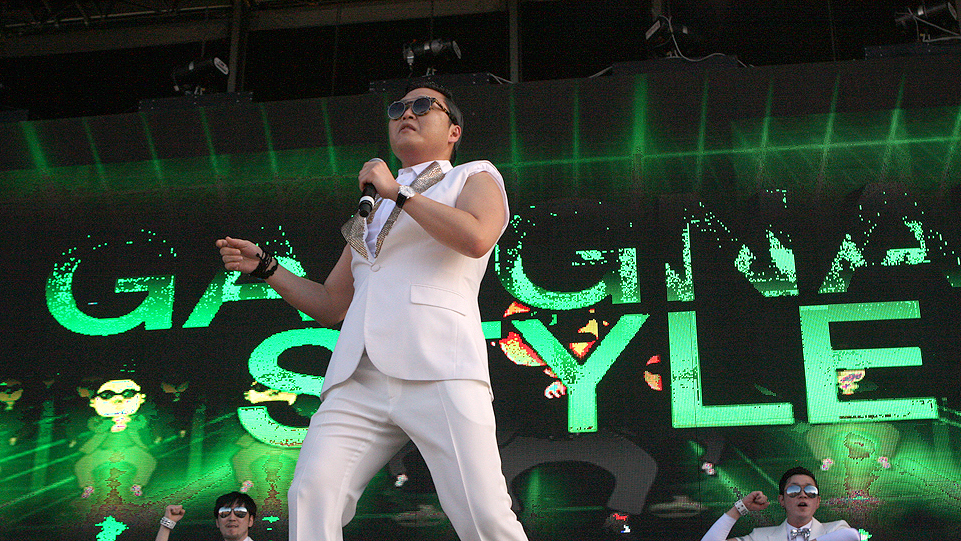
El artista PSY interpretando «Gangnam Style» en el festival Future Music 2013 en Australia.

«Gangnam Style» (en hangul, 강남스타일; romanización revisada, Gangnam seutail; pronunciado [kaŋ.nam sɯ.tʰa.il]; significado, ‘estilo Gangnam’) es una canción interpretada por el cantante y rapero surcoreano PSY. La canción fue lanzada el 15 de julio de 2012 y debutó en el sample de "Moves like Jagger" de Maroon 5 puesto número uno en Gaon Chart, la lista musical nacional de Corea del Sur.
Fue el video más visto de 2012 sin tomar en cuenta las visitas del sencillo subido a canales no oficiales y la versión extendida no oficial, las cuales representan un 34 por ciento adicional aproximadamente. En su pico máximo registró un promedio de 19 millones de reproducciones cada 24 horas, lo que supone casi 116 reproducciones por segundo solo en YouTube. En 2013 alcanzó los dos mil millones de reproducciones.
El 11 de noviembre del 2012 recibió el premio a «mejor vídeo» en la ceremonia de los MTV Europe Music Awards, además de recibir el Récord Guiness por el vídeo con mayor cantidad de «me gusta» (un total de 11 millones de likes) en YouTube.
Logró posicionarse número uno en reproducciones el 24 de noviembre del 2012 (a los 132 días, poco más de 4 meses después de su publicación), consiguiendo así superar a «Baby» de Justin Bieber y Ludacris, que se mantenía en ese puesto desde agosto de 2011, alcanzando al momento de su derrota ochocientas cinco millones de reproducciones. Finalmente, el video alcanzó las mil millones de visitas el 21 de diciembre de 2012, hito nunca antes conseguido por otro video en YouTube o en otros portales existentes, tal como lo predijeron en algún momento fuentes serias como Forbes, que esperaba que el video alcanzara ese récord a fines de 2012 o inicios de 2013.
Durante 2012, «Gangnam Style» vendió 3 592 000 descargas en Estados Unidos, donde fue el quinto tema más vendido durante el año, según Nielsen SoundScan.
El 12 de enero de 2018, el vídeo alcanzó las 3 165 549 406 reproducciones, convirtiéndose así en el quinto vídeo más visto en la historia de YouTube luego de «Baby Shark», «Despacito» de Luis Fonsi y Daddy Yankee, «See You Again» de Wiz Khalifa y Charlie Puth, y «Shape of You» de Ed Sheeran.

## Video musical y trasfondo
«Gangnam Style» es una fórmula coloquial del idioma coreano que hace referencia a un exigente estilo de vida lujoso en Gangnam, un distrito del sur de Seúl conocido por estar habitado por personas adineradas y por su vida nocturna alocada, donde se pueden encontrar numerosos centros comerciales y de entretenimiento y que concentra en sus alrededores galerías de arte, tiendas caras y cafés. La crítica a las Doenjang Girls (chicas que comen comida barata —doenjang— con el fin de comprar caros frappuccinos en Starbucks) ha sido una de las claves de su éxito, sumada a su peculiar coreografía.
El video musical muestra en cierto tono de ironía al cantante PSY bailando en varios lugares que son todo lo contrario al lujoso distrito Gangnam como:
- La cuadra de un establo del «Royal Saddle Riding Club», (situada en 402 Gyeondalsan-ro, Ilsandong-gu, Goyang-si, Gyeonggi-do) 18"
- El Trade Tower, rascacielos que forma parte de World Trade Center Seúl en el distrito de Gangnam (Seúl). Se ve de fondo en el «baile del caballo» de PSY en el 31" del videoclip.
- Una sauna Jjimjilbang típica coreana. 49"
- Un carrusel del parque de atracciones Children's Grand Park en Gwangjin, a las afueras de Gangnam. 1'21".
- El alquiler de barcas-cisne del Río Han junto al 63 Building (aunque en el video aparece PSY con el puente Cheongdam de fondo. 1'33".
- La parada de la estación de metro de «Songdo», junto a Incheon.

Varios famosos surcoreanos aparecen en el vídeo, como el humorista y presentador Yoo Jae-suk; Daesung y SeungRi, miembros del grupo Big Bang; el pequeño Hwang Min Woo, conocido por varios programas de telerrealidad; y el comediante Noh Hong-chul. Acompañando a PSY también aparece la cantante, diseñadora, modelo e idol surcoreana Kim Hyun-a, que tiene su particular versión de «Gangnam Style», titulada «Oppa Is Just My Style».
Park Won-ho, el padre del cantante PSY, quien es el presidente y máximo accionista de la compañía de semiconductores DI_Corporation, y que cotiza en la Korea Exchange (KRX) (bolsa de Seúl), alcanzó una capitalización bursátil de 113.515 millones de Wŏns (78,5 millones de euros), más que duplicando el valor que tenía en solo dos meses. De hecho, el 15 de julio de 2012, día que fue subido el videoclip a YouTube, las acciones pasaron de un valor de 1.605 wŏns a 3.645, es decir, el 127% más.

### Coreografía
Una de las características de «Gangnam Style» es la coreografía, la cual ha recibido el nombre de «baile del caballo» o «el paso del caballo». En el baile PSY simula montar un caballo. En Internet se pueden encontrar en sitios como YouTube millones de personas bailando de esa forma. Psy ha aparecido en varios espectáculos y conferencias de prensa, bailando junto a famosos, tales como la cantante Nelly Furtado, Sebastian Vettel, Britney Spears, Madonna, el político estadounidense Mitt Romney, el presidente de los Estados Unidos Barack Obama, los jugadores del Chelsea, los participantes de la banda Fall out boy, el futbolista argentino Lionel Messi, el futbolista portugués Cristiano Ronaldo,  la modelo alemana Heidi Klum y los actores Hugh Jackman y Kevin Hart entre otras muchas personas. De hecho, el «baile del caballo» ya apareció en el video «Evolution of Dance» de Judson Laipply, publicado en 2006, la cual se volvió viral en YouTube, también apareció en 2009 al final del episodio 14 de la temporada primera de «Community», realizado por el personaje de Abed.

### Éxito comercial
La canción se convirtió rápidamente en un éxito comercial en todo el mundo, llegando al número uno en varios países, entre ellos Corea del Sur. PSY es el segundo artista surcoreano en llegar al conteo de la lista estadounidense Billboard, el primero había sido el conjunto femenino Wonder Girls con la versión en inglés de su canción «Nobody». Además, llegó al número 1 en las listas de Gran Bretaña en septiembre de 2012.
Según las estimaciones de la Associated Press, PSY y su equipo habrían ganado por lo menos 7,9 millones de dólares en cinco meses. Rolling Stone estimó que, obteniendo dos dólares por cada mil reproducciones, la suma asciende a dos millones de dólares solo a través de YouTube. En descarga digital, cerca de cuatro millones por las ventas de tres millones de copias del sencillo, y unos 50 000 USD en servicios de streaming.

### Reconocimientos y premios
La revista Rolling Stone colocó a «Gangnam Style» en el puesto número 25 de las cincuenta mejores canciones de 2012.

### Éxito en YouTube
Gangnam Style fue en su momento la canción más reproducida en la historia de YouTube. El 14 de diciembre de 2024 había sido reproducida 5,387,908,301 veces y había obtenido 29 millones de me gusta.

## Impacto cultural

### Parodias
En Estados Unidos el personaje de Don Cheto realizó una parodia del vídeo de la canción pero con estereotipos de cholos del Este de Los Ángeles; el vídeo contó con la participación de Ana Bárbara y Jenni Rivera. En España destaca la de Rudy y Ruymán (poseedores del Récord Mundial de Flashmob), titulada «En el paro estoy» criticando el desempleo, la crisis mundial y los recortes. El comediante argentino Darío Barassi utilizó la canción para hacer su propio versión llamada «Soy un popstars»; el vídeo es una parodia de los reality shows musicales argentinos, y en él participan cantantes y famosos salidos de esta clase de programas, como Lowrdez (exintegrante de la banda Bandana) o Emanuel Natka, (exmiembro de Mambrú). En idioma guaraní yopará existe una versión llamada «Kumanda Stail» («Estilo poroto»), interpretada por el comediante José Ayala. La primera versión del vídeo se grabó exclusivamente en la Estación Central del Ferrocarril de Paraguay, mientras que la segunda se grabó en varios de los estudios de Canal 13 (Paraguay).

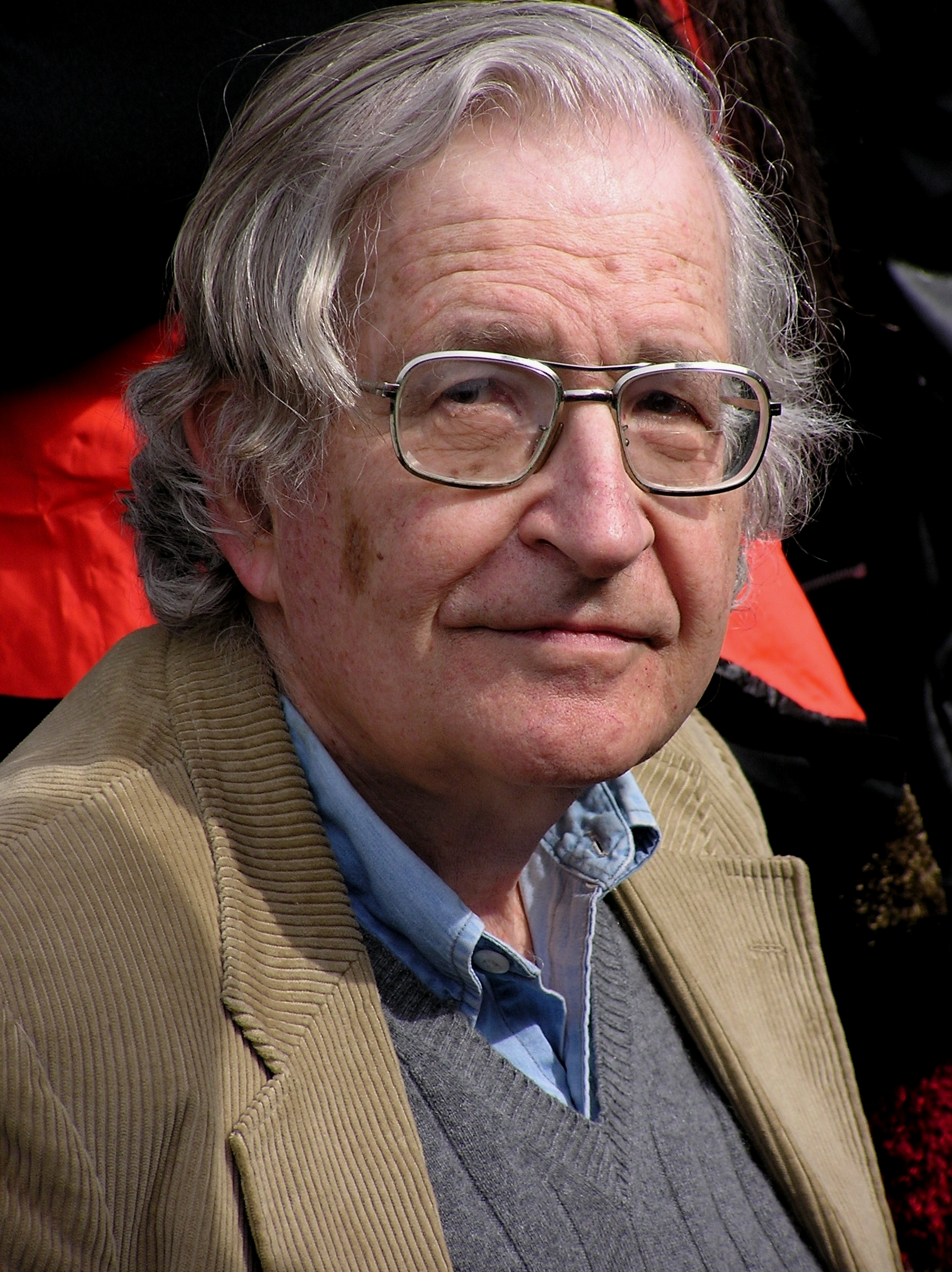
Noam Chomsky.

Varios estudiantes del Instituto de Tecnología de Massachusetts (MIT) grabaron su particular versión titulada «MIT Gangnam Style». En su vídeo aparecen varias instalaciones del campus y se adapta el baile a los escenarios de la institución: por ejemplo, las curvas que hacen gritar a sus protagonistas son las de las funciones de una pizarra. Aparecen varias celebridades como uno de los científicos líderes del Proyecto Genoma Humano, Eric Steven Lander. o el conocido profesor de química de materiales Donald Sadoway. Probablemente, la figura más destacable sea la del lingüista, filósofo, activista y profesor emérito del MIT, Noam Chomsky. Aunque no baila, tiene un papel importante. Numerosos medios especializados alabaron el hecho de que una de las figuras más destacadas de la lingüística del siglo XX, gracias a sus trabajos en teoría lingüística y ciencia cognitiva, reconocido por su activismo político, y caracterizado por una fuerte crítica al capitalismo contemporáneo, se prestara, con humor, a colaborar en la versión. El director del vídeo, remarcó que «la meta del proyecto fue unir al Instituto, y demostrar que los estudiantes tecnológicos pueden ser divertidos también». El cómico y cantante mexicano Don Cheto grabó su propia versión de nombre «Ganga style».

#### Activismo. Libertad de expresión

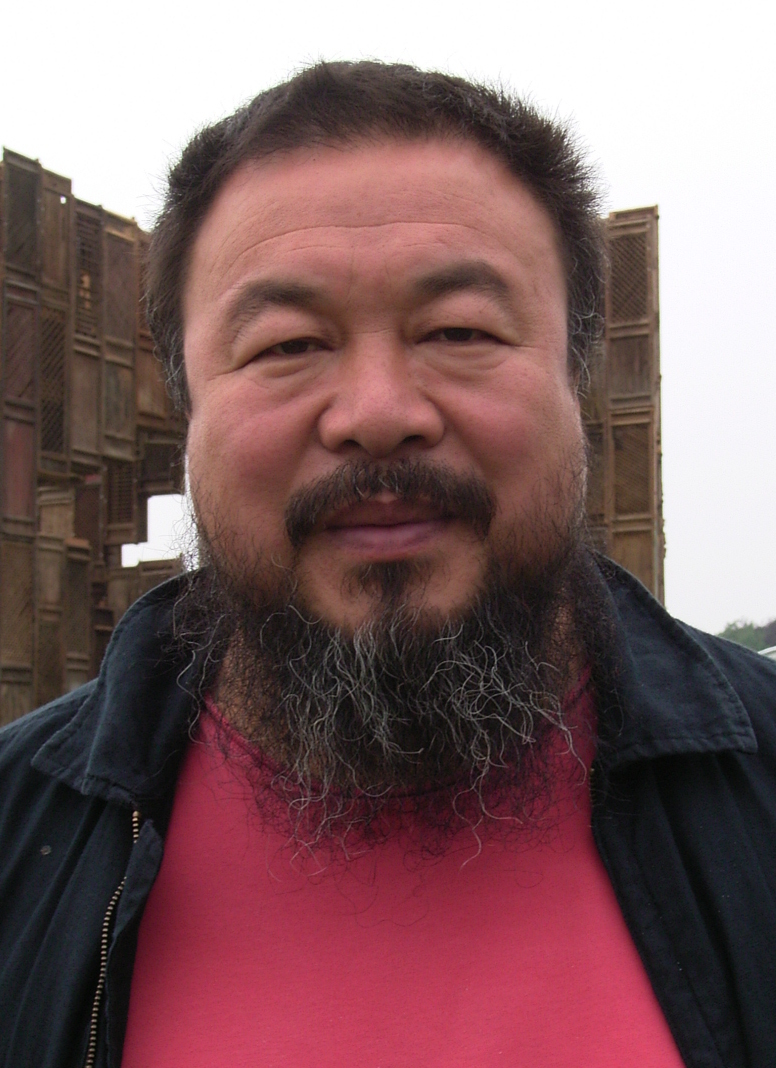
Ai Weiwei.

El artista y disidente chino Ai Weiwei, uno de los más ácidos críticos del régimen comunista chino y su censura, y a favor de la libertad de expresión, se apuntó a bailar el 'Gangnam Style'.
Como gesto de apoyo a Ai Weiwei y a todos los prisioneros de conciencia, uno de los escultores indios más influyentes de su generación, Anish Kapoor, convenció a 250 personas relacionadas con el mundo de la cultura en el Reino Unido para que bailasen en contra de la censura. Se pone también una camisa rosa fucsia y a su lado sitúa a la bailarina española Tamara Rojo. De fondo aparece un estudio de Londres pintado con los nombres y las consignas por las que luchan.

## Reconocimientos

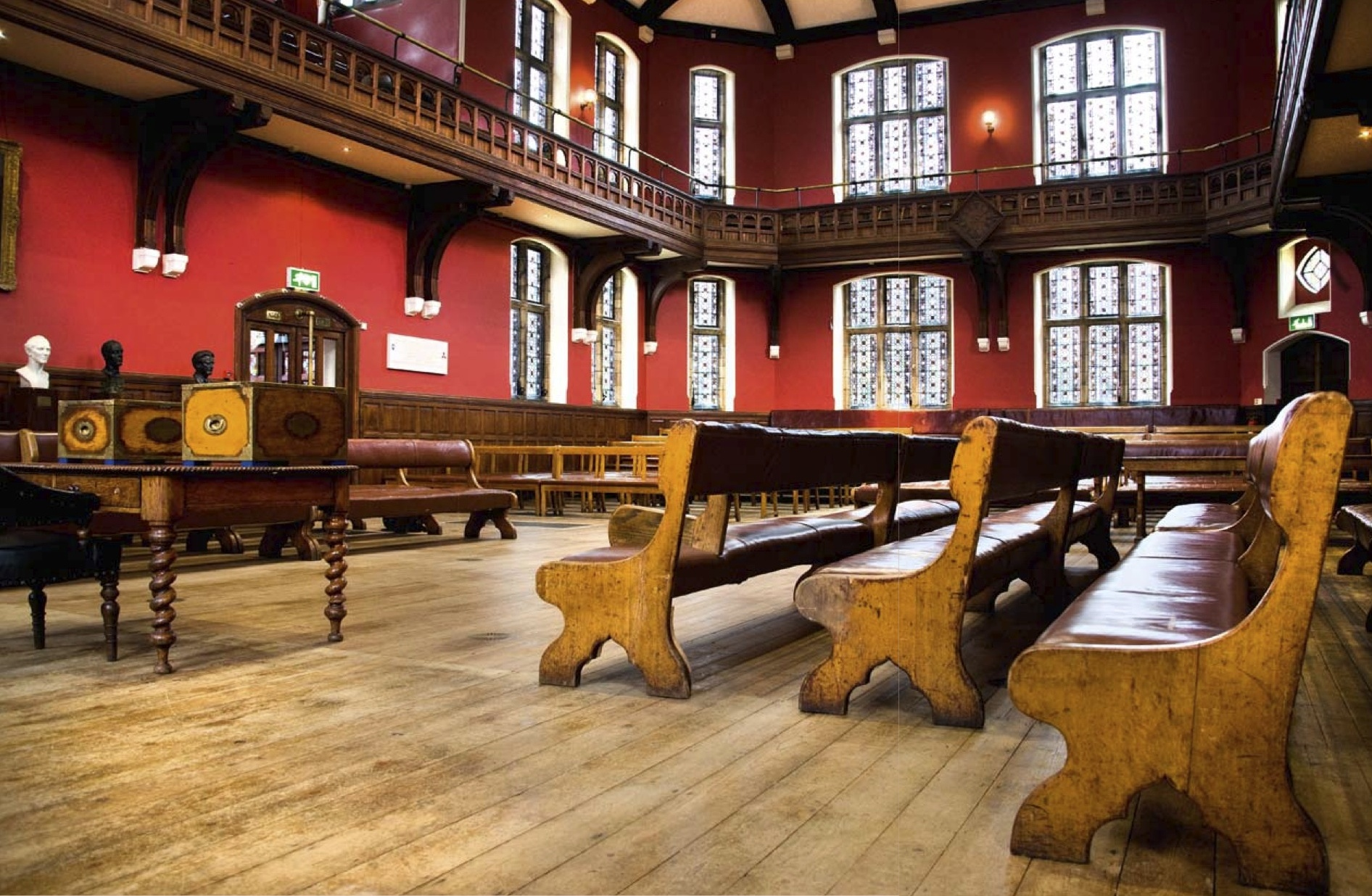
Cámara de debate de la prestigiosa Oxford Union Society.

| Año  | Premios                      | Categoría                          | Resultado |
| ---- | ---------------------------- | ---------------------------------- | --------- |
| 2012 | MTV Europe Music Awards 2012 | Mejor video                        | Ganador   |
| 2012 | American Music Awards        | Homenajeado de los nuevos medios   | Ganador   |
| 2012 | 4Music Video                 | Mejor Video                        | Nominado  |
| 2013 | Golden Disk Awards           | Gran Premio en Lanzamiento Digital | Ganador   |
| 2013 | Kids Choice Awards 2013      | Canción favorita                   | Nominado  |
| 2013 | World Music Awards           | Mejor canción del mundo            | Ganador   |

### Oxford Union Society
El 7 de noviembre de 2012, el rapero PSY fue invitado por el presidente de la Oxford Union, una sociedad de debate de 189 años de antigüedad situada en la ciudad de Oxford, Inglaterra, para dar una conferencia. El objetivo del discurso fue mostrar a la audiencia el impacto que tuvo PSY en la cultura del país. Allí, el cantante relató gran parte de su infancia en Corea del Sur, así como su pasión por la canción «Bohemian Rhapsody» de la banda de rock Queen: «me sentí inspirado la primera vez que vi a Queen, en el Wembley Stadium, interpretando 'Bohemian Rhapsody'. Entonces supe que quería ser cantante».
PSY contó cómo el gobierno surcoreano reprime más a los artistas que a otras personas. Aunque no habló directamente sobre su negativa a hacer el servicio militar nacional o su detención por fumar marihuana, sí declaró: «He tenido muchos problemas en el pasado, pero no voy a hablar de eso ahora. Ustedes pueden investigar después».
Se trataba de la primera vez que se colapsa el sistema de entradas en la institución académica y se tuvo que improvisar un sorteo debido a la fuerte expectación levantada para ver al rapero. Ninguno de los anteriores conferenciantes invitados por la Oxford Union a la prestigiosa universidad inglesa, desde los expresidentes estadounidenses Richard Nixon, Jimmy Carter y Ronald Reagan hasta el Dalái lama o Michael Jackson habían levantado tanta expectación.

### Encuentro en Naciones Unidas
Personajes ilustres de la política como el Secretario General de las Naciones Unidas, Ban Ki Moon, también han sido asociados al fenómeno de «Gangnam Style». El encuentro el 24 de octubre de 2012 entre el rapero y el Secretario General, ambos de nacionalidad surcoreana, se dio en un clima ameno y distendido donde Moon incluso emuló algunos de los pasos de «Gangnam Style» frente a las cámaras. Luego, el político de la ONU comentó su interés en trabajar junto con el cantante en un futuro aprovechando la popularidad y el alcance de PSY para «intentar promover valores como el entendimiento mutuo». Afirmó además a modo de chiste que estaba «un poco celoso» de que PSY le hubiese superado como el surcoreano más popular en el mundo, a lo que el cantante respondió: «es realmente un honor porque (Ban) es el mejor y está en el corazón de todos los coreanos», y dijo sentirse incluso mejor que cuando llegó a lo más alto de las listas de éxitos.

## Formatos y canciones
| Descarga digital |                                     |          |  |
| N.º              | Título                              | Duración |  |
| 1.               | «Gangnam Style» (Versión del álbum) | 3:39     |  |

| Sencillo en CD |                                     |          |  |
| N.º            | Título                              | Duración |  |
| 1.             | «Gangnam Style» (Versión del álbum) | 3:39     |  |
| 2.             | «Gangnam Style» (Video musical)     | 4:13     |  |

| Sencillo digital (Remix) |                                                                     |          |  |
| N.º                      | Título                                                              | Duración |  |
| 1.                       | «Gangnam Style / 2 Legit 2 Quit Mashup» (Remix featuring MC Hammer) | 3:57     |  |

| «Remix Style» EP |                                                           |          |  |
| N.º              | Título                                                    | Duración |  |
| 1.               | «Gangnam Style» (Diplo remix featuring 2 Chainz and Tyga) | 3:25     |  |
| 2.               | «Gangnam Style» (Afrojack remix)                          | 6:05     |  |
| 3.               | «Gangnam Style» (Diplo remix instrumental version)        | 3:27     |  |
| 4.               | «Gangnam Style» (Original instrumental version)           | 3:40     |  |

## Posicionamiento en listas y certificaciones
| Lista (2012–2013)                          | Mejor posición |
| ------------------------------------------ | -------------- |
| Alemania (Offizielle Deutsche Charts)      | 1              |
| Argentina (Los 40 Principales (Argentina)) | 1              |
| Australia (ARIA)                           | 1              |
| Austria (Ö3 Austria Top 40)                | 1              |
| Bélgica (Flandes) (Ultratop 50)            | 1              |
| Bélgica (Valonia) (Ultratop 50)            | 1              |
| Brasil (Hot 100 Airplay)                   | 10             |
| Bulgaria (IFPI)                            | 1              |
| Canadá (Canadian Hot 100)                  | 1              |
| Colombia (National Report)                 | 3              |
| Corea del Sur (Gaon Digital Singles)       | 1              |
| Corea del Sur (Billboard K-Pop Hot 100)    | 1              |
| República Checa (Rádio Top 100)            | 1              |
| Dinamarca (Tracklisten)                    | 1              |
| Escocia (The Official Charts Company)      | 1              |
| Eslovaquia (Rádio Top 100)                 | 7              |
| España (Los 40 Principales)                | 1              |
| España (Top 100 Canciones)                 | 1              |
| Estados Unidos (Billboard Hot 100)         | 2              |
| Estados Unidos (Pop Songs)                 | 10             |
| Estados Unidos (Adult Pop Songs)           | 32             |
| Estados Unidos (Latin Pop Songs)           | 1              |
| Estados Unidos (Hot Dance Club Songs)      | 1              |
| Estados Unidos (Rap Songs)                 | 1              |
| Finlandia (OFC)                            | 1              |
| Francia (SNEP)                             | 1              |
| Grecia (Billboard Digital Songs)           | 1              |
| Honduras (Honduras Top 50)                 | 1              |
| Hungría (Dance Top 40)                     | 3              |
| Hungría (Rádiós Top 40)                    | 6              |
| Irlanda (IRMA)                             | 2              |
| Israel (Media Forest)                      | 1              |
| Italia (FIMI)                              | 1              |
| Japón (Hot 100)                            | 20             |
| México (Billboard Airplay Chart)           | 1              |
| México (Monitor Latino)                    | 1              |
| Noruega (VG-lista)                         | 1              |
| Nueva Zelanda (Recorded Music NZ)          | 1              |
| Países Bajos (Dutch Top 40)                | 1              |
| Polonia (Top 5 Video Airplay)              | 1              |
| Perú (Top Latino)                          | 2              |
| Reino Unido (UK Singles Chart)             | 1              |
| Rumania (Romanian Top 100)                 | 42             |
| Rusia (2M)                                 | 1              |
| Suecia (Sverigetopplistan)                 | 2              |
| Suiza (Schweizer Hitparade)                | 1              |
| Venezuela (Record Report)                  | 47             |

| País           | Lista (2012)                    | Posición | Ref.    |
| -------------- | ------------------------------- | -------- | ------- |
| Alemania       | Media Control AG                | 8        | [ 93 ]  |
| Australia      | ARIA Singles Chart              | 2        | [ 94 ]  |
| Austria        | Ö3 Austria Top 40               | 13       | [ 95 ]  |
| Bélgica        | Ultratop 50 flamenca            | 7        | [ 96 ]  |
| Bélgica        | Ultratop 40 valona              | 10       | [ 97 ]  |
| Canadá         | Canadian Hot 100                | 37       | [ 98 ]  |
| Corea del Sur  | K-Pop Hot 100                   | 1        | [ 99 ]  |
| Dinamarca      | Hitlisten                       | 3        | [ 100 ] |
| España         | Top 50 Canciones                | 13       | [ 101 ] |
| Estados Unidos | Billboard Hot 100               | 47       | [ 102 ] |
| Francia        | SNEP                            | 4        | [ 103 ] |
| Italia         | FIMI                            | 13       | [ 104 ] |
| Nueva Zelanda  | NZ Top 40 Chart                 | 2        | [ 105 ] |
| Países Bajos   | Mega Single Top 100             | 5        | [ 106 ] |
| Perú           | Ranking de Radiodifusión 2012   | 14       | [ 107 ] |
| Reino Unido    | The Official UK Singles Top 100 | 6        | [ 108 ] |
| Suecia         | Sverigetopplistan               | 18       | [ 109 ] |
| Suiza          | Schweizer Hitparade             | 10       | [ 110 ] |

| País           | Organismo certificador | Certificación | Ventas    |
| -------------- | ---------------------- | ------------- | --------- |
| Alemania       | BVMI                   | Oro           | 150 000   |
| Australia      | ARIA                   | 10× Platino   | 700 000   |
| Austria        | IFPI Austria           | 2× Platino    | 60 000    |
| Bélgica        | BEA                    | Platino       | 30 000    |
| Canadá         | Music Canada           | 4× Platino    | 320 000   |
| Dinamarca      | IFPI (Dinamarca)       | 3× Platino    | 60 000    |
| España         | Platino                | 40 000        |           |
| Estados Unidos | RIAA                   | 5× Platino    | 5 000     |
| Italia         | FIMI                   | 2× Platino    | 60 000    |
| Nueva Zelanda  | RIANZ                  | 4× Platino    | 60 000    |
| Reino Unido    | BPI                    | 2× Platino    | 1 200 000 |
| Suecia         | GLF                    | 4× Platino    | 160 000   |
| Suiza          | IFPI Suiza             | 3× Platino    | 90 000    |